# Saint-Julien-le-Petit
Saint-Julien-le-Petit település Franciaországban, Haute-Vienne megyében. Lakosainak száma 296 fő (2022. január 1.). Saint-Julien-le-Petit Augne, Saint-Junien-la-Bregère, Saint-Moreil, Bujaleuf, Cheissoux és Peyrat-le-Château községekkel határos.

## Népesség
A település népessége az elmúlt években az alábbi módon változott:
| Lakosok száma | 294  | 288  | 292  | 288  | 289  | 291  | 292  | 294  | 296  |
|               | 2013 | 2015 | 2016 | 2017 | 2018 | 2019 | 2020 | 2021 | 2022 |